# 德博拉·维瓦雷利
德博拉·维瓦雷利（義大利語：Debora Vivarelli，1993年1月28日—），意大利乒乓球运动员。她曾代表意大利参加2020年夏季奥林匹克运动会乒乓球女子单打比赛，结果在第一轮不敌澳大利亚选手洪剑芳出局。